# Eriq Ebouaney
Eriq Ebouaney est un acteur français, né le 3 octobre 1967 à Angers (Maine-et-Loire).

## Biographie
Acteur français d’origine camerounaise né en 1967, Eriq Ebouaney commence par étudier le commerce international, puis se tourne vers le théâtre pour épater ses amies. Cela lui permet de trouver son premier petit rôle dans Chacun cherche son chat de Cédric Klapisch.
Il enchaîne d'autres films, mais ce n'est que dans Les Enfants du marais de Jean Becker qu'il peut entièrement exprimer son jeu de comédien, interprétant « Banania », le tirailleur qui a survécu à la grande guerre, tant craint par Riton (Jacques Villeret).
Un an plus tard, en 2000, il interprète le rôle principal du film Lumumba, retraçant la vie du dirigeant politique de la République démocratique du Congo et son combat pour amener son pays à l'indépendance, assassiné après seulement deux mois de gouvernance.
Depuis, il a tourné dans de grosses productions internationales, dont Femme fatale de Brian De Palma et Kingdom of Heaven de Ridley Scott ; cependant, il privilégie surtout le cinéma d'auteurs et les jeunes réalisateurs.

## Filmographie

### Cinéma

#### Longs métrages
- 1996 : Chacun cherche son chat de Cédric Klapisch
- 1997 : Le Septième ciel de Benoît Jacquot
- 1997 : XXL de Ariel Zeitoun
- 1998 : La Mort du Chinois de Jean-Louis Benoît
- 1998 : Louise (take 2) de Siegfried
- 1999 : Les Enfants du marais de Jean Becker
- 2000 : Lumumba de Raoul Peck
- 2000 : Bàttu de Cheick Oumar Sissoko
- 2001 : Pas d'histoires (Lettre à Abou) de Émilie Deleuze
- 2001 : Ma femme est une actrice de Yvan Attal
- 2001 : Les Rois mages de Bernard Campan et Didier Bourdon
- 2002 : La Falaise (Der Felsen) de Dominik Graf
- 2002 : Femme fatale de Brian De Palma
- 2003 : Le Silence de la forêt de Bassek Ba Kobhio et Didier Ouenangare
- 2004 : Les Rivières pourpres 2 : Les Anges de l'apocalypse de Olivier Dahan
- 2004 : Cape of Good Hope de Mark Bamford
- 2004 : San-Antonio de Frédéric Auburtin
- 2004 : Cause toujours ! de Jeanne Labrune
- 2005 : Kingdom of Heaven de Ridley Scott
- 2006 : La Piste d'Éric Valli
- 2006 : Cabaret Paradis de Shirley et Dino
- 2006 : The Front Line de David Gleeson
- 2006 : La Nativité de Catherine Hardwicke
- 2006 : Africa Paradis de Sylvestre Amoussou
- 2007 : Hitman de Xavier Gens
- 2008 : Bianco e nero de Cristina Comencini
- 2008 : Cash d'Éric Besnard
- 2008 : Comme les autres de Vincent Garenq
- 2008 : 35 rhums de Claire Denis
- 2008 : Disgrâce de Steve Jacobs
- 2008 : Le Transporteur 3 de Olivier Megaton
- 2009 : King Guillaume de Pierre-François Martin-Laval
- 2009 : Thirst, ceci est mon sang de Park Chan-wook
- 2009 : La Horde de Yannick Dahan et Benjamin Rocher
- 2010 : 600 kilos d'or pur d'Éric Besnard
- 2010 : Thelma, Louise et Chantal de Benoît Pétré
- 2010 : Henry d'Alessandro Piva
- 2010 : Le temps de la kermesse est terminé de Frédéric Chignac
- 2010 : Lignes de front de Jean-Christophe Klotz
- 2010 : La Ligne blanche d'Olivier Torres
- 2011 : Case départ de Lionel Steketee, Fabrice Éboué et Thomas N'Gijol
- 2011 : Or noir de Jean-Jacques Annaud
- 2011 : Implosion de Sören Voigt
- 2011 : Le Collier du Makoko de Henri-Joseph Koumba Bididi
- 2012 : Black South-Ester de Carey McKenzie
- 2012 : Stalingrad Lovers de Fleur Albert
- 2012 : Italian Movies de Matteo Pellegrini
- 2013: Dakar Trottoirs de Hubert Laba Ndao
- 2013 : 419 d'Eric Bartonio (d'après le roman éponyme de Loulou Dédola)
- 2014 : 3 Days to Kill de McG
- 2014 : Le Crocodile du Botswanga de Fabrice Éboué et Lionel Steketee
- 2014 : SMS de Gabriel Julien-Laferrière
- 2015 : Boomerang de François Favrat
- 2015 : Nous trois ou rien de Kheiron
- 2016 : Bastille Day de James Watkins
- 2016 : Le Gang des Antillais de Jean-Claude Barny
- 2017 : L'Orage africain : Un continent sous influence de Sylvestre Amoussou
- 2017 : China salesman de Tan Bing
- 2018 : Une saison en France de Mahamat Saleh Haroun
- 2018 : Le Flic de Belleville de Rachid Bouchareb
- 2019 : Domino - La Guerre silencieuse (Domino) de Brian De Palma
- 2019 : Je voudrais que quelqu'un m'attende quelque part d'Arnaud Viard
- 2020 : La Terre et le Sang de Julien Leclercq
- 2020 : Bronx de Olivier Marchal
- 2021 : Fox Hunt de Leo Zhang
- 2024 : Ici et là-bas de Ludovic Bernard
- 2024 : Hyacinthe de Bernard Mazauric

#### Courts métrages
- 1995 : Mon très cher frère de Raphaël Girardot
- 1997 : Direct de Myriam Donnasice
- 2001 : Lettre à Abou de Émilie Deleuze
- 2005 : Paris-Dakar de Caroline Jules
- 2007 : Magic Paris de Alice Winocour
- 2007 : Tueur à gage de Xavier Gens
- 2008 : Blood Money de Martin Ngongo
- 2009 : Sous le fard de Maud Ferrari
- 2009 : Duty Calls de Sébastien Cirade
- 2010 : Omar de Sébastien Gabriel
- 2015 : Maman(s) de Maïmouna Doucouré

### Télévision
- 2001 : L'Instit (série), épisode 6x05, L'ange des vignes d'Antopine Lorenzi : Blaise
- 2001 : Villa mon rêve de Didier Grousset
- 2003 : Ciel d'asile de Philippe Bérenger
- 2004 : Central Nuit, épisode Violences illégitimes
- 2005 : Inspecteur Sori – Le mamba de Mamady Sidibé
- 2007 : Reporters (série)
- 2007 : Off Prime (saison 1, épisode 8)
- 2008 : R.I.S Police scientifique, épisode QI 149
- 2009 : Julie Lescaut, épisodes Les intouchables, Passions aveugles et Faux coupable : Rémi Mertens
- 2010 : Carlos d'Olivier Assayas
- 2010 : Fais danser la poussière de Christian Faure
- 2012 : Clash de Pascal Lahmani
- 2012 : Métal Hurlant Chronicles de Guillaume Lubrano (1 épisode)
- 2013 : Jo (série)
- 2013 : Meurtres au paradis (saison 3, épisode Political Suicide)
- 2014 : Falco, épisode Comme des frères
- 2015 : En immersion de Philippe Haïm
- 2015 : Crimes à Aigues Mortes de Claude-Michel Rome
- 2017 : Riviera (saison 1, épisode 5)
- 2017 : Mystère au Louvre de Léa Fazer
- 2020 : Capitaine Marleau, épisode Au nom du fils de Josée Dayan
- 2021 : Or de lui (série) : Yerlès
- 2023 : Liaison, réalisée par Stephen Hopkins, crée par Virginie Brac
- 2023 : The Walking Dead: Daryl Dixon : Fallou Boukar
- 2023 : Machine de Fred Grivois

### Théâtre
- 1999 : Vol au dessus d’un nid de coucou, de Dale Wasserman, mise en scène de Thomas Le Douarec, Théâtre de Paris
- 2023 : Edmond d'Alexis Michalik, mise en scène d'Alexis Michalik, Théâtre du Palais-Royal

## Distinctions
- Black Reel Awards 2002 : nomination dans la catégorie du meilleur acteur dans un film indépendant pour Lumumba.
- Trophées francophones du cinéma 2013 : Trophée francophone du second rôle masculin pour Le Collier du Makoko